# سعيد صالحي

## نبذة تعريفية
ولد سعيد الصالحي بقنزات (ولاية سطيف الجزائرية).
عاش في الجزائر وفرنسا.
حفظ القرآن الكريم في مسجد قريته، ودرس مبادئ العلوم العربية والشرعية عن عم أبيه أرزقي الصالحي وعمه المختار الصالحي، إضافة لاعتماده على تثقيف نفسه ذاتيًا.
عمل بالتدريس في جامع سيدي صالح، إضافة لعمله بالوعظ والإرشاد الديني، والدعوة لتأسيس المدارس وتعميم التعليم العربي الحر بعد انضمامه إلى جمعية العلماء المسلمين. تولى بعد الاستقلال إدارة مدرسة دار الحديث، ثم عين نائبًا لرئيس المجلس الإسلامي الأعلى حتى أحيل إلى التقاعد (1972).
كان عضو جمعية العلماء المسلمين الجزائريين منذ تأسيسها، وأسس نادي الشباب بقريته قنزات.
رشحته جمعية العلماء المسلمين لتمثيلها في فرنسا في تنشيط الشُّعب الدينية لها، واعتمدته مشرفًا على الحركة الإصلاحية في منطقة الغرب الجزائري.
اعتقلته السلطات الاستعمارية مرات عدة.
عرف سعيد صالحي بتوجهه السني المعتدل ومحاربة البدع.

## نشاطه في الجزائر
كان أول لقاء للشيخ سعيد صالحي مع الإمام عبد الحميد بن باديس في خريف سنة 1927 عندما نزل ضيفا على الشيخ أرزقي الصالحي (عمه) وبعض علماء المنطقة، فشجعهم على المضي في درب التعليم والإصلاح. وبعد وفاة الشيخ أرزقي الصالحي سنة 1930 خلفه ابن أخيه السعيد الصالحي، وعرف التعليم في عهده تطورا من حيث النوعية بتوسيع مواد التعليم والكمية بتوسيع الفئات المتمدرسة لتشمل الكبار والصغار. واتخذ من جامع الجمعة مقر للتدريس.
وكان تأسيس جمعية التربية والتعليم الإسلامية من الأيام المشهودة في أعراش آث يعلى وقد أشرف عبد الحميد بن باديس على حفل التأسيس سنة 1934م، حضره ما يربو على سبعة آلاف شخص ضاقت بهم رحبة السوق، وبعد أن قدم الأستاذ ناصر بن ناصر كلمة الافتتاح أعطى الكلمة لعبد الحميد بن باديس الذي نثر الدرر بأسلوبه العجيب -حسب تعبير الفضيل الورثيلاني- منوِّها بمآثر أجداد آث يعلى في مجال العلم والتربية.(آثار الإمام عبد الحميد بن باديس، ج4، ص303.) 
ولم يلبث رئيس جمعية العلماء أن عاد مرة أخرى سنة 1937 ليتفقد المنطقة، وقد استقبله الشيخ السعيد الصالحي ومكنه من إلقاء كلمته-رغم مضايقة الإدارة الفرنسية- في جامع الجمعة. وفي سنة 1944 نجح الشيخ السعيد الصالحي بمعية مساعديه في فتح مدرسة عصرية، لكن الإدارة الفرنسية لم تلبث أن أغلقتها عقب مجازر 8 ماي 1945 الأليمة، فاعتقل الشيخ الصالحي والربيع بوشامة، ولم تعد المدرسة إلى نشاطها إلاّ بعد إطلاق سراحيهما بعد أن قضيا في السجن مدة ثمانية أشهر. وفي سنة 1947 حضر البشير الإبراهيمي إلى قنزات لوضع حجر الأساس لمدرسة كبيرة من تصميم المهندس عبد الرحمن بوشامة لكن إنجازها تأخر إلى سنة 1953م.

## نشاطه بفرنسا
أرسلة جمعية العلماء المسلمين الجزائريين الشيخ سعيد صالحي إلى فرنسا ليكون سفيرا لها هناك ولينشط العمل الدعوي ولينور ذهون الجالية العربية المسلمة هناك بصفة عامة والجزائرية على الخصوص.
ونشرت مجلة البصائر في العدد رقم 04/29 أوت (تموز) 1947 نقالا جاء فيه: جمعية العلماء تعلم وتأسف أن مسلمي فرنسا معرضون للتحلل من الإسلام، والعروبة، بطول الأمد، وتأثير الوسط، وتعلم أن الأولاد الذين يولدون هناك من أمهات أوروبيات، يكونون أوفر سهما، من شرور هذا التحلل، فإذا لم تتعاهدهم الجمعية بالوعظ والإرشاد لكبارهم، وتعليم الدين والعربية لصغارهم، ضاع على الأمة آلاف من أبنائها يندمجون في دين غير دينها، وجنس غير جنسها، وكانت الجمعية قد بدأت في هذا العمل الجليل سنة 1936 على يد أحد أبنائها وهو الشيخ الفضيل الورتلاني، فقام فقه أحمد قيام، وجمع المسلمين عناك على هداية الدين، وشهامة العرب، وأشربهم معنى الإصلاح الذي شع نوره في الجزائر، وفتح في باريس وغيرها من مدن فرنسا عشرات النوادي المنظمة للاجتماع، والتخاطب بالعربية، وإلقاء المحاضرات، للكبار، والدروس التعليمية للصغار، وأمدته جمعية العلماء بطائفة من المعلمين، والمحاضرين، فأثمر السعي وأنتج العمل وشعر المسلمون هناك أنهم في وسط إسلامي عربي، وبعد خروج الورتلاني إلى الشرق، وقيام الحرب العالمية الثانية، انفضت المجالس وأغلقت النوادي، وتعطل عمل من أجل الأعمال التي قامت بها جمعية العلماء، وفي هذه السنة (1947) رأت الجمعية، إحياء تلك السنة، فأرسلت الشيخ سعيد الصالحي، كي يعمل على إحياء هذه الحركة، وهو ممن عملوا مع الفضيل الورتلاني قبل الحرب العالمية الثانية.
وكتب الشيخ سعيد البيباني مقال في مجلة البصائر، المجموعة الأولى، السنة الثالثة، العدد 131، بتاريخ 19 سبتمبر 1938, بعنوان المظاهر الإسلامية العربية بباريس وهو عبارة عن تغطية لزيارة الشيخ السعيد الصالحي إلى فرنسا جاء فيه قوله: «ما كاد ينتشر النبأ بالنوادي التهذيبية بأم العواصم باريس، بمجيء الشاب الناهض المخلص الأستاذ الشيخ سعيد صالحي، العضو الإداري لجمعية العلماء، والمدرس الحر بمسجد قنزات، حتى توافد رجال وتلامذة جمعية التهذيب -حرسها الله- إلى محطة»ليون «لملاقاة أستاذهم الفاضل الذي كان من أول المؤسسين لهذه النهضة الإسلامية، التي يتمتع بها أبناء الإسلام بالديار الفرنسية، في مظهر جليل ومشهد عظيم -يا له من مشهد- تجلت فيه روح العروبة الصادقة، وبدا فيه شعور بيقظة الأمة الجزائرية العميق. وما كاد يستقر الأستاذ بنزله المهيء له، حتى قررت الجمعية أن تعقد عدة اجتماعات بنواديها المفتوحة بباريس...».

## الإنتاج الشعري
- له قصائد في كتاب «من أعلام الإصلاح في الجزائر»، وقصائد في كتاب «سجل جمعية العلماء المسلمين الجزائريين».

يلتزم شعره الوزن والقافية، له مطولة بائية (65 بيتًا)، يمتدح بها جمعية العلماء المسلمين التي ينتمي إليها ويسجل دورها الإيجابي في الإصلاح والهداية، ويمتدح المصلحين فيها، ويدعو إلى العلم والتعلم ودراسة الدين الإسلامي والتاريخ العربي والفخر بالعروبة والانتصارات العربية الإسلامية، وينصح الناس ويرشدهم بأساليب إنشائية تميل إلى المباشرة والتقريرية أحيانًا، كما يستعين بالترصيع والاقتباس والتضمين في بعض أبياته.

## أبرز تلاميذه
من أبرز تلاميذه الربيع بوشامة

## من أشعاره وخطبه

### من قصيدة: حيِّ الهُداةَ المصلحين[2]
لديه أيضا قصيدة أقبل السعد ترحيبا بالشيخ عبد الحميد بن باديس

## وصلات داخلية
- عبد الحميد بن باديس.
- جمعية العلماء المسلمين الجزائريين.
- البشير الإبراهيمي.
- الربيع بوشامة.
- مجازر 8 ماي 1945.

## وصلات خارجية
ربورتاج عن العلامة سعيد صالحي للتلفزيون الجزائري على يوتيوب